# Raión de Domanivka
Dománivka (en ucraniano: Дома́нівський райо́н) es un raión o distrito de Ucrania en el óblast de Mykoláiv. 
Comprende una superficie de 1458 km².
La capital es la ciudad de Domanivka.

## Demografía
Según estimación 2010 contaba con una población total de 27500 habitantes.

## Otros datos
El código KOATUU es 4822700000. El código postal 56400 y el prefijo telefónico +380 5152.